# Generalgouvernement Niederrhein

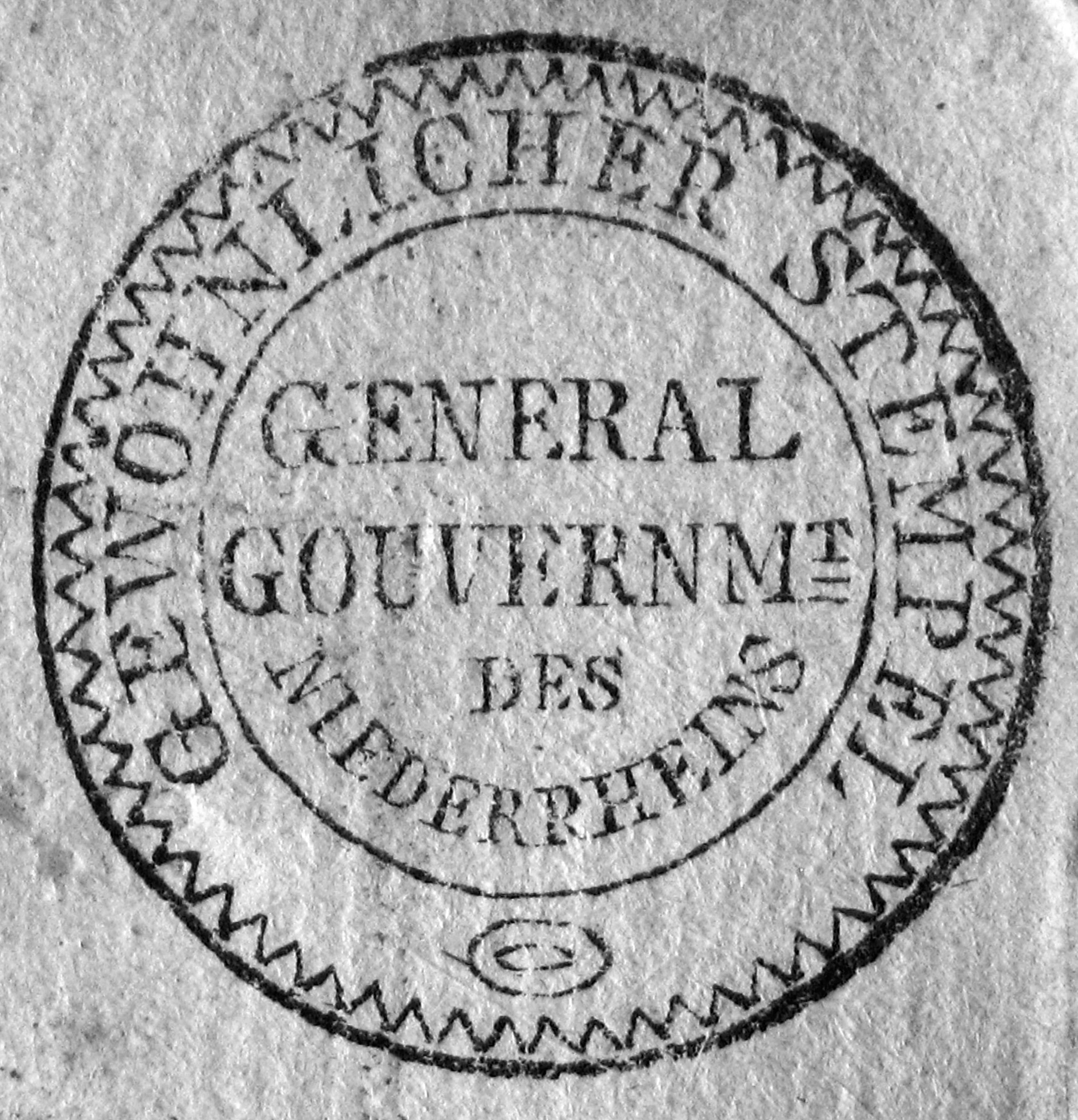
Generalgouvernement Niederrhein, Siegelstempel 1815

Das  Generalgouvernement Niederrhein war eine provisorische Verwaltungseinheit des Jahres 1814, die die innerhalb der Zentralverwaltungsdepartements gelegenen, zuvor von den Franzosen geschaffenen linksrheinischen Départements Roer, Niedermaas und Ourthe ablöste. Es bestand vom 10. März bis zum 15. Juni 1814.

## Geschichte
Mit der Niederlage in der Völkerschlacht bei Leipzig im Jahr 1813 zeichnete sich der Zusammenbruch der französischen Herrschaft auf deutschem Gebiet ab. Reste der französischen Armee hatten sich abgesetzt und zogen sich auf linksrheinisches Gebiet zurück. Bereits im Januar 1814 wurden durch die alliierten Mächte in Basel neue Generalgouvernements auf dem Linken Rheinufer beschlossen, denen eine Zentralverwaltung vorangestellt werden sollte. Im Januar 1814 verließen die französischen Militärs und hochrangige Mitglieder der Verwaltungsinstanzen vor den anrückenden Alliierten das Rheinland.

### Entstehung des Generalgouvernements

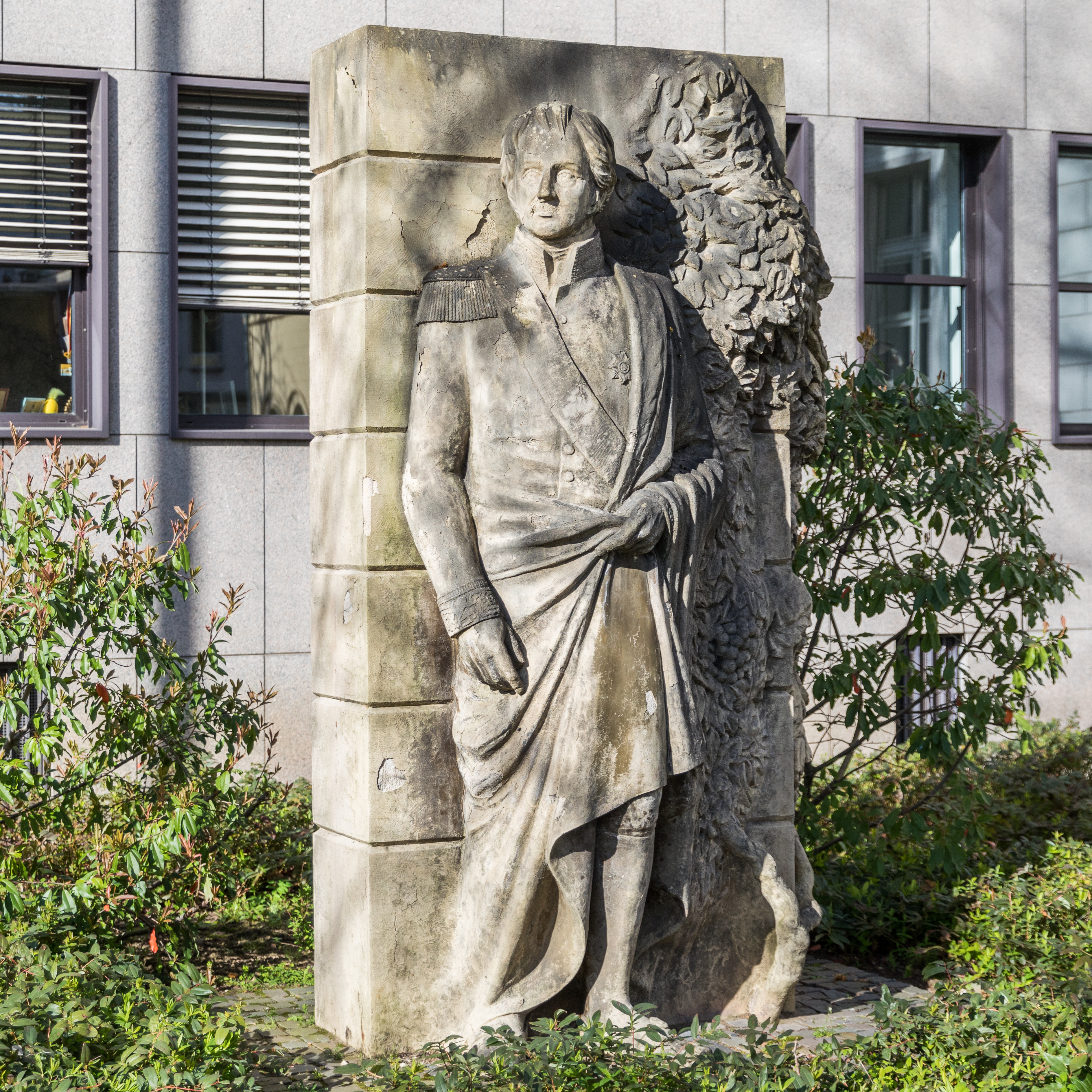
Denkmal zu Ehren von Friedrich Graf zu Solms-Laubach in Köln

Aus dem wiedereroberten Gebiet wurde zunächst von den verbündeten Mächten das Zentralverwaltungsdepartement gebildet, dessen Leitung dem Freiherrn vom Stein übertragen wurde.
Der Pariser Friedensvertrag vom 30. Mai 1814 beinhaltete die Wiederherstellung der französischen Grenzen vom 1. Januar 1792. Zur Gestaltung einer neuen Verwaltung wurde das Territorium sodann in die  Generalgouvernements Mittelrhein und Niederrhein unterteilt. Die Leitung des Generalgouvernements Niederrhein mit Sitz in Aachen, das nach dem Pariser Frieden der preußischen Verwaltung unterstellt worden war, übernahm Johann August Sack. Schon kurz nach dem Rückzug der Franzosen wurden auf Anordnung des Generalgouverneurs Sack vom 11. März 1814 sämtliche französischen Siegel im Roerdepartement abgeschafft. Die Behörden führten nach dieser Anordnung neue Siegel mit der Inschrift des Generalgouvernements Niederrhein. Das Verwaltungsgebiet des Generalgouvernements umfasste das bisherige Territorium der Departements Roer, Niedermaas und Ourthe mit etwa 1,3 Millionen Einwohnern. Zum 16. Juni 1814 wurde das Generalgouvernement Niederrhein mit dem links der Mosel liegenden Teil des Generalgouvernements Mittelrhein zum Generalgouvernement Nieder- und Mittelrhein zusammengefasst.

### Übergang zur Rheinprovinz
Das Generalgouvernement Nieder- und Mittelrhein und das Generalgouvernement Berg, die unter preußischer Verwaltung standen, wurden zusammen der Leitung Sacks unterstellt.
Aus diesem mit der Ablösung Sacks verbundenen Zusammenschluss der bisherigen Generalgouvernements entstanden am 22. April 1816 die Provinzen Großherzogtum Niederrhein und Jülich-Kleve-Berg. Die Verwaltung dieses Gebietes übernahm der schon unter Freiherr vom Stein in der anfänglichen Zentralverwaltung tätig gewesene Graf Solms-Laubach. Er wurde Oberpräsident der neuen Provinz mit Sitz in Koblenz.
Aus Jülich-Kleve-Berg und dem Großherzogtum Niederrhein wurde in der Folge die 1822 geschaffene preußische Rheinprovinz.